# Seebsbach
Der Seebsbach ist ein rechter Zufluss zur Thaya unterhalb von Raabs an der Thaya in Niederösterreich.
Der an der Westseite der Wild bei Göpfritz entspringende Seebsbach fließt nach Norden über Kirchberg, Blumau und den namensgebenden Ort Seebs ab, wobei er bereits mehrere Zubringer aufnimmt und damit die West- und Nordseite der Wild entwässert. Nennenswert sind der Edelbach und der Ludweiser Graben, die beide bei Seebs einfließen. Nach der Sulzmühle und der Trausmühle (beide zu Drösiedl gehörend), nimmt der Seebsbach bei Aigen von links den Sieghartser Bach auf, ein Nebenfluss, der ihn an Größe beinahe übertrifft.
Von Aigen schlängelt sich der Seebsbach zwischen Lindau und Sauggern hindurch und fließt auf die Thaya zu, in die er rechtsseitig mündet. Sein Einzugsgebiet umfasst 116,0 km² in stellenweise bewaldeter Landschaft.